# Pandanus microcarpus
Espèce
Statut de conservation UICN

 CR B1+2abcde, C1, D : 
En danger critique
Pandanus microcarpus est une espèce de plantes de la famille des Pandanaceae. Elle est endémique de l'île Maurice, où elle prolifère[réf. nécessaire] autour des rivières et des marais.

## Remarque
Pandanus microcarpus Balf.f. ne doit pas être confondu avec Pandanus microcarpus Perrier, nom illégitime, synonyme de Pandanus saxatilis Martelli